# اورکمزلی
اورکمزلی (به لاتین: Ürkməzli) یک منطقه مسکونی در جمهوری آذربایجان است که در شهرستان قزاق واقع شده است. اورکمزلی ۱۰۶۱ نفر جمعیت دارد.